# Spot Goes To Hollywood
Spot Goes to Hollywood es un juego de plataformas desarrollado por Eurocom y publicado por Acclaim Entertainment en Norteamérica y Virgin Interactive Entertainment en Europa para Mega Drive/Genesis como secuela de Cool Spot . Posteriormente se lanzaron versiones para Saturn y PlayStation con videoclips de movimiento completo y gráficos isométricos. El jugador controla a Spot, la mascota de la gaseosa 7 Up, mientras viaja a varios lugares tratando de liberar a sus amigos.
El juego fue lanzado en 1995. El juego recibió críticas mixtas y negativas por parte de los críticos, dependiendo de la plataforma. Los críticos elogiaron los gráficos y el diseño de niveles, pero criticaron el juego por sus malos efectos de sonido (en la versión de Genesis), controles frustrantes y objetos que eran difíciles de ver debido a los espacios que los cubrían. Se estaba desarrollando una versión para 32X del juego, pero nunca se lanzó.

## Descripción
El personaje central del juego es Spot. Spot ha quedado atrapado en un proyector de películas. A medida que salta de una película a otra, se topa con muchos géneros cinematográficos clásicos, los cuales conforman los distintos niveles del juego. En la versión del juego para Sega Genesis/Mega Drive, los niveles principales son una película de piratas, una película de terror, una película de aventuras y una película de ciencia ficción. En las versiones de Sega Saturn y PlayStation, los niveles principales son una película de piratas, una película de aventuras y una película de terror, pero también hay una película del Oeste, una película de dinosaurios y una película de ciencia ficción que se desbloquean al encontrar las cinco estrellas en cada uno de los niveles del juego. Encontrar todas las estrellas también garantiza un mejor final al completar el juego.
Hay puntos rojos dispersos por los niveles. Recolectar 100 de estos te otorga una vida extra.

## Trama (versión de Sega Saturn y PlayStation)
Una burbuja atraviesa Hollywood que termina dentro de un cine y estalla al chocar con una máquina expendedora de refrescos Cool Spot. El propio Cool Spot se cae con una lata de refresco y deambula hacia la sala de empleados mientras enciende un proyector de películas. Cuando entra, queda atrapado dentro del proyector y es enviado a las películas que se muestran en la pantalla.
La primera película en la que Spot entra es una película de piratas, ya que viaja a través de varios barcos piratas e incluso se monta en un cañón. Derrota a un pulpo gigante y luego se encuentra en una película de aventuras, donde se encuentra en cañones, un paseo en vagoneta, un templo y derrota a una araña gigante en el camino. Spot luego se dirige a la última película, la película de terror, en la que Cool Spot atraviesa un cementerio y una gran escalera.
Lo que sucede a continuación depende de si el jugador consigue o no todas las estrellas ocultas en cada nivel. Si el jugador no las consigue todas, la película de terror termina, los amigos de Spot animan a Spot por tener éxito en las películas, pero Spot se da cuenta de que el jugador no terminó el juego por completo, por lo que regresa al proyector de películas y es enviado nuevamente a las películas.
Si el jugador consigue todas las estrellas ocultas en cada nivel, la etapa adicional de la película de terror envía a Spot al espacio y luego al último nivel; It's full of Stars, donde Spot viaja en una nave espacial y lucha contra un robot mecha gigante. Luego, Cool Spot derrota al mecha después de que una pesa cae sobre él. Cool Spot logra liberarse del cine y todos sus amigos aplauden. Cool Spot sale del teatro y los demás Spots escapan junto a él porque varios monstruos de la película quieren venganza, por lo que persiguen a Cool Spot hasta que aparecen los créditos finales y escapan por la puerta.

## Recepción
Reseñando la versión de Genesis, los cuatro críticos de Electronic Gaming Monthly quedaron impresionados con los gráficos y el diseño de niveles, y mientras uno de ellos sintió que la perspectiva isométrica y los controles hacían que el juego fuera frustrante hasta el punto de ser injugable, los otros tres sintieron que las dificultades presentadas por la perspectiva y los controles en realidad mejoraban la experiencia. Un analista de Next Generation también consideró impresionantes los gráficos y consideró que la perspectiva isométrica no presentaba ninguna dificultad debido al «método de control orientado diagonalmente». Sin embargo, concluyó que «en un análisis final, el juego ofrece solo suficiente emoción para ser considerado promedio». GamePro le dio una crítica negativa, quejándose de la lentitud del personaje del jugador, la forma en que la perspectiva isométrica hace que sea difícil juzgar dónde están las cornisas, los gráficos «promedio en el mejor de los casos» y los malos efectos de sonido.
Aunque no fueron criticadas directamente, las versiones para PlayStation y Saturn recibieron críticas más uniformemente negativas, y los críticos comentaron universalmente que la perspectiva isométrica dificulta juzgar dónde están los objetos y hace que los controles sean confusos en todas las configuraciones de control posibles. Los cuatro críticos de Electronic Gaming Monthly dijeron que los gráficos están mejorados hasta el punto en que son impresionantes incluso en la PlayStation más potente, y estaban particularmente enamorados de las escenas de corte, pero les resultó difícil disfrutarlas debido a los problemas de control y el desplazamiento brusco. Scary Larry de GamePro quedó impresionado con los gráficos, el escenario y el audio, pero dijo que los problemas de control hacen que el juego sea «drásticamente injugable». El Doctor Devon, al revisar la versión de Saturn para la misma revista, dijo de manera similar: «Es una pena que los encantadores gráficos y sonidos queden eclipsados por la jugabilidad irregular». Stephen Fulljames de Sega Saturn Magazine dijo que el juego se comparaba bien con el juego de plataformas isométrico Sonic 3D Blast en términos de gráficos, pero no en términos de jugabilidad. Criticó especialmente la estructura completamente lineal de los niveles, opinando que el objetivo constante de moverse hacia arriba y hacia la derecha hace que el juego sea monótono. A diferencia de EGM y GamePro, el crítico de Next Generation dijo que la versión de PlayStation no mostró "mejoras o extras significativos" con respecto a la versión de Genesis. También criticó la falta de personalidad del personaje del jugador y dijo que la sensación de descubrimiento presente en los mejores juegos de plataformas está ausente en el juego.